# Ramón Núñez Armas
Pour les articles homonymes, voir Ramón Núñez et Núñez.
Ramón Núñez Armas, né à Manatí (Cuba), le 19 avril 1953, est un footballeur international cubain qui évoluait comme attaquant dans les années 1970 et 1980.
Surnommé Monguín, il est considéré comme l'un des attaquants les plus prolifiques du football cubain.

## Biographie

### Carrière en club
Joueur des clubs de sa province natale, Mineros jusqu'en 1978 puis FC Las Tunas de 1978 à 1987, Núñez marque 80 buts en 15 saisons jouées en première division cubaine. Il y est sacré quatre fois meilleur buteur, dont trois fois consécutivement en 1975, 1976 et 1977 puis 1979 (voir palmarès).

### Carrière en équipe nationale
Ramón Núñez se distingue surtout au sein de l'équipe olympique de Cuba, en participant aux Jeux olympiques de 1980 à Moscou, où il marque un but face au Venezuela. En outre, il obtient la médaille d'argent aux Jeux panaméricains de San Juan en 1979, et par deux fois la médaille d'or aux Jeux d'Amérique centrale et des Caraïbes en 1978 et 1986.
Avec la sélection A, il dispute les éliminatoires des Coupes du monde de 1978 et 1982 (9 matchs joués en tout pour 3 buts marqués, voir ci-dessous).

#### Buts en sélection
| Buts en sélection de Ramón Núñez Armas (statistiques partielles) | Buts en sélection de Ramón Núñez Armas (statistiques partielles) | Buts en sélection de Ramón Núñez Armas (statistiques partielles) | Buts en sélection de Ramón Núñez Armas (statistiques partielles) | Buts en sélection de Ramón Núñez Armas (statistiques partielles) | Buts en sélection de Ramón Núñez Armas (statistiques partielles) | Buts en sélection de Ramón Núñez Armas (statistiques partielles) |
|                                                                  | Date                                                             | Lieu                                                             | Adversaire                                                       | Score                                                            | Résultat                                                         | Compétition                                                      |
| ---------------------------------------------------------------- | ---------------------------------------------------------------- | ---------------------------------------------------------------- | ---------------------------------------------------------------- | ---------------------------------------------------------------- | ---------------------------------------------------------------- | ---------------------------------------------------------------- |
| 1.                                                               | 28 novembre 1976                                                 | Estadio Latinoamericano, La Havane (Cuba)                        | Haïti                                                            | 1-0                                                              | 1-1                                                              | QCM 1978                                                         |
| 2.                                                               | 15 novembre 1981                                                 | Estadio Tiburcio Carias Andino, Tegucigalpa (Honduras)           | Haïti                                                            | 2-0                                                              | 2-0                                                              | QCM 1982                                                         |
| 3.                                                               | 21 novembre 1981                                                 | Estadio Tiburcio Carias Andino, Tegucigalpa (Honduras)           | Canada                                                           | 2-1                                                              | 2-2                                                              | QCM 1982                                                         |

## Palmarès de joueur

### En équipe de Cuba
- Vainqueur des Jeux d'Amérique centrale et des Caraïbes en 1978 et 1986.
- Finaliste des Jeux panaméricains en 1979.

### Distinctions individuelles
- Quatre fois meilleur buteur du championnat de Cuba en 1975 (9 buts), 1976 (11 buts), 1977 (13 buts) et 1979 (7 buts ex æquo avec Roberto Pereira, Regino Delgado et Carlos Azcuy)[5].